# PlayFish
Playfish fue una empresa desarrolladora de juegos gratis para Facebook, fundada en 2007, y cerrada oficialmente en 2013. La empresa fue pionera en los juegos de la principal red social mundial, así como también en los juegos con microtransacciones. Sus juegos más famosos fueron Pet Society, The Sims Social, Bowling Buddies, Word Challenge, Who Has the Biggest Brain?, Restaurant City y Crazy Planets.
Playfish en el pasado había atraído hasta 55 millones usuarios mensuales, con más 37 millones de usuarios procedentes de los usuarios de Facebook. En octubre de 2008, aseguraron los US$ 17 millones en capital de riesgo fondos de Accel Partners e Index Ventures.

## Historia

### Inicios
Playfish fue fundada en 2007 por Kristian Segerstråle, Sebastien de Halleux, Sami Lababidi y Shukri Shammas. Who has the Biggest Brain? fue el primer juego de la empresa, siendo también el primero en Facebook para atraer a millones de jugadores diarios, permitiendo a la empresa recaudar fondos necesarios para producir otros hits. La empresa hizo dinero con la venta de bienes virtuales dentro de sus juegos.

### Compra del desarrollador
En 2009, había más de 150 millones de usuarios de los juegos de Playfish entre los servicios Facebook, MySpace, Google, Bebo, iPhone o Android 3. Pet Society era el juego más popular en la empresa, contaba con más de 1.000.000 fanes en su página en Facebook, siendo una de las aplicaciones de más rápido crecimiento en Facebook.
El 9 de noviembre de 2009, Electronic Arts anunció su adquisición de Playfish por $ 400 millones. La adquisición fue inicialmente de $ 275 millones en efectivo y $ 25 millones en el patrimonio neto, con un adicional $ 100 millones en bonos basados en desempeño disponibles si la empresa llega a objetivos establecidos por los ejecutivos de EA.
Desde ese momento la popularidad de Playfish comenzó a caer debido a que EA había empezado a eliminar juegos como Minigolf Party y Quiztastic en el 2010, en el año siguiente se repitió con más juegos, como Who Has The Biggest Brain, Word Challenge, Bowling Buddies, Geo Challenge, Hotel City, My Empire, Pirates Ahoy! y Country Story. 
La empresa contaba con cuatro oficinas en todo el mundo (Londres como oficina principal, Beijing, San Francisco y Tromsø, en Noruega) 
En el 2012, continúa su decrecimiento de juegos, despareciendo Monopoly Millionaires, World Series Superstars, Pet Society Vacation (iOS), Restaurant City y Restaurant City: Gourmet Edition (iOS).

### Fin de la marca
El 2013 marcará el final de la marca, para el mes de febrero, los cuatro de los fundadores dejan la compañía, con Lababidi y Shammas estableciendo un desarrollador educativo llamado Mindshapes, y Segerstråle regresando al mundo de las startups.
También casi todos los juegos que quedaban empiezan a ser sido removidos: Crazy Planets, EA Sports FIFA Superstars, NHL Superstars, RISK: Factions. El 13 de abril del mismo año la empresa hace su última publicación en Facebook. Para el 17 de junio de 2013 son eliminados los últimos tres juegos de la empresa SimCity Social, The Sims Social y Pet Society de forma permanente tras el cierre de los estudios en Londres y Pekín justo antes, EA había declarado que prefiere "reasignar recursos a otros proyectos". El único que juego que siguió en pie por un tiempo más fue Madden NFL 13 Social, hasta que cerró el 2 de septiembre del 2013, quedando como el último juego de Playfish en línea.
Esto ha desatado gran furia de parte de los usuarios que acostumbraban jugar estos juegos, haciendo peticiones en internet, insultando a EA o negándose a adquirir productos de la marca.

## Lista de Juegos

### Facebook
| Título                     | Lanzamiento              | Retiro                   |
| -------------------------- | ------------------------ | ------------------------ |
| Who Has The Biggest Brain? | 18 de diciembre de 2007  | 30 de septiembre de 2011 |
| Word Challenge             | 1 de mayo de 2008        | 30 de septiembre de 2011 |
| Bowling Buddies            | 8 de mayo de 2008        | 30 de septiembre de 2011 |
| Pet Society                | 8 de mayo de 2008        | 14 de junio de 2013      |
| Geo Challenge              | 22 de septiembre de 2008 | 30 de septiembre de 2011 |
| Minigolf Party             | 27 de enero de 2009      | 27 de enero de 2011      |
| Restaurant City            | 28 de abril de 2009      | 29 de junio de 2012      |
| Crazy Planets              | 1 de julio de 2009       | 1 de diciembre de 2011   |
| Country Story              | 29 de julio de 2009      | 1 de diciembre de 2011   |
| Quiztastic!                | 14 de agosto de 2009     | 4 de marzo de 2010       |
| Poker Rivals               | 7 de diciembre de 2009   | 7 de junio de 2011       |
| Gangster City              | 26 de enero de 2010      | 7 de junio de 2011       |
| Hotel City                 | 26 de marzo de 2010      | 30 de septiembre de 2011 |
| My Empire                  | 1 de junio de 2010       | 30 de septiembre de 2011 |
| EA Sports FIFA Superstars  | 10 de junio de 2010      | 31 de marzo de 2013      |
| Pirates Ahoy!              | 10 de agosto de 2010     | 7 de junio de 2011       |
| Madden NFL Superstars      | 31 de agosto de 2010     | 14 de mayo de 2013       |
| Monopoly Millionaires      | 31 de enero de 2011      | 17 de agosto de 2012     |
| World Series Superstars    | 30 de marzo de 2011      | 31 de diciembre de 2012  |
| The Sims Social            | 9 de agosto de 2011      | 14 de junio de 2013      |
| NHL Superstars             | 5 de octubre de 2011     | 14 de mayo de 2013       |
| RISK: Factions             | 11 de enero de 2012      | 31 de marzo de 2013      |
| SimCity Social             | 25 de junio de 2012      | 14 de junio de 2013      |
| Madden NFL 13 Social       | 5 de octubre de 2012     | 2 de septiembre de 2013  |

### iOS
| Título                           | Liberado             | Retirado                |
| -------------------------------- | -------------------- | ----------------------- |
| Pet Society Vacation             | 18 de julio de 2011  | 29 de agosto de 2012    |
| Restaurant City: Gourmet Edition | 22 de agosto de 2011 | 29 de agosto de 2012    |
| Madden NFL 13 Social             | 5 de octubre de 2012 | 2 de septiembre de 2013 |

## PlayFish Cash
Los jugadores tenían opciones elegibles para comprar "Tarjetas Playfish" en Walmart, Walgreens, y Toys 'R' Us. Una vez redimidos en el sitio web Playfish, los jugadores ganan "Playfish Cash" (PFC) para gastar en bienes virtuales en los juegos.
Antes del 19 de abril de 2011, todos los juegos activos Playfish utiliza una moneda prima uniforme llamado "Playfish Cash", y entre los jugadores que a menudo se llama PFC. Playfish Cash podría ser utilizado para todos los juegos de Playfish en uno. Más tarde, la moneda premium fue cambiado en tipos de efectivo individuales para cada juego.